# Jan-Willem Gabriëls
Jan-Willem Gabriëls est un rameur néerlandais né le 21 janvier 1979 à Hoorn (Pays-Bas). 

## Biographie
Lors des Jeux olympiques d'été de 2004 à Athènes, Jan-Willem Gabriëls participe à l'épreuve de huit avec Michiel Bartman, Gijs Vermeulen, Daniël Mensch, Geert-Jan Derksen, Gerritjan Eggenkamp, Matthijs Vellenga, Chun Wei Cheung et Diederik Simon et remporte la médaille d'argent. Il participe aussi à l'épreuve de quatre sans barreur aux Jeux olympiques d'été de 2008 à Pékin, terminant à la huitième place.

## Palmarès
- Jeux olympiques d'été de 2004 à Athènes
  -  Médaille d'argent en huit